# 佳能 EOS 20D
佳能 EOS 20D是一部佳能生產的CMOS數位單鏡反光相機，於2004年8月推出市面，市面上分為連鏡頭套裝（kit set，包括一支EF-S 18-55mm 鏡頭）和不連鏡頭套裝（body set）兩種。像素為820萬像素。